# Джибо (Буркіна-Фасо)
Джибо (фр. Djibo) - місто і міська комуна в Буркіна-Фасо. Адміністративний центр провінції Сум.

## Історія
Джибо був заснований в XVI столітті, став столицею держави Джилгоджі і залишався єю до розквіту імперії Массіно в XIX столітті.

## Географія
Місто розташоване на півночі країни, за 203 км на північ від столиці країни, Уагадугу, і за 45 км на південь від кордону з Малі. Висота над рівнем моря становить 286 м . Джибо відомий своїм ринком тварин.

## Населення
За даними на 2013 рік чисельність населення міста становила 38 194 особи . Чисельність населення міської комуни за даними перепису 2006 року становить 60 599человік. Основна етнічна група - фульбе.
Динаміка чисельності населення міста по роках:
| 1985  | 1996  | 2005  | 2006  | 2013  |
| ----- | ----- | ----- | ----- | ----- |
| 16082 | 20080 | 25330 | 29162 | 38194 |